# 新寫實派
新寫實派，是日本純種競賽馬匹 。生涯活躍於中距離賽事，曾於2017年勝出女皇盃，另外亦分別於2016及2017年勝出札幌紀念及中山紀念。

## 出賽前
2011年3月22日出生於北海道安平町北部牧場，成長途中於一口馬主俱樂部Carrot Farm Co. Ltd.進行馬主募集。
其後交由美浦訓練中心練馬師堀宣行訓練。

## 競賽生涯

### 3歲
2014年2月10日原定出戰東京競馬場3歲新馬戰，但於賽前出現狀況而退賽。
2星期後出戰同馬場但距離長2000米的3歲新馬戰，然而於比賽途中完全未能發揮實力，最終以第十三大敗。
4月6日出戰3歲未勝利戰取得第二後，再出戰4月27日的3歲未勝利戰，最終以優秀的速度奪得首勝。
其後出戰條件戰夏木立賞，於直路成功超越領放取得領先，及後保持優秀下再度奪得冠軍。
完成夏木立賞後進入放草，原定於秋季復出繼續挑戰其他賽事，但受到腳部不適的影響下重新進入放草。

### 4歲
2015年3月於調步特別復出，最終以第四完賽。
其後於年間主要出戰條件戰，最終獲得三冠的優秀戰績。

### 5歲
2016年首戰為三級賽中山金盃，為其首次出戰分級賽。比賽開始後，其保持於先頭位置逐步推進，但於直路上未能繼續加速保持優勢，最終被其他賽駒超越下以第七落敗。
2月出戰小倉大賞典，於第三彎道開始發力抽出下在直路表現不俗的衝刺力，最終僅敗於艾百碼頭及順理成章取得第三。
進入夏季其出戰函館紀念，然而受到天雨及黏地影響下未能在直路順利加速透出，最終僅獲得第六的戰績。
緊接於8月出戰札幌紀念，由李慕華策騎。比賽開始後，隨即以迅速的姿態搶佔位置並進行領放，於比賽途中一直維持自身的步速帶領馬群前進。進入直路後，其仍然處於前方的位置保持領先，此時後方的滿樂時以凌厲的姿態來襲，但新寫實派仍然能保持速度下成功抵擋對手的追擊，最終以2馬位優勢取得首個分級賽冠軍。
11月20日出戰一哩冠軍賽，比賽初段選擇於領放馬覓奇島身後的位置推進，於比賽途中跟隨對手的節奏。進入直路後，雖然其嘗試進一步加速，可惜仍然未能超越對手，其後更被後方的明媚島追上，最終以第三的戰績完賽。
12月選擇遠征香港出戰香港一哩錦標，然而未能發揮實力下以第九落敗。

### 6歲
2017年以中山紀念作為年度首戰，比賽初段保持於第三的有利位置下於直路超越領放的標誌名駒，其後繼續標幟速度下成功阻止後上強襲的櫻花帝王，最終以3/4馬位贏得第二個分級賽冠軍。
其後再度遠征香港，並以女皇盃作為目標。比賽開始後，其以較慢的步速保持於中團位置等待時機，並於第三彎道時經已開始發力加速。進入直路後，其經已超越領放馬美國聯邦取得領先，其後繼續以優秀的衝刺力加速下持續和對手保持距離，最終成功抵擋巴基之星及明月千里等對手的追擊取得首個一級賽冠軍。
回國休養過後出戰秋季天皇賞，然而面對其完全不適應的大爛地無法交出表現，最終以第十三慘敗。
12月第三度遠征香港出戰香港盃，雖然於比賽途中一直佔據有利位置，但於最後直路稍為力弱被馬克羅斯及明月千里超越，最終獲得第三。

### 7歲
2018年首戰即為遠征阿聯酋的杜拜草地大賽，但實力逐漸下滑之下無法和其他對手抗衡，最終以第八落敗。
回國後於夏季出戰札幌紀念，但再度失速之下以第十三大敗。
12月26日，陣營決定安排其退役，並於同日取消日本中央競馬會的賽駒註冊。

### 詳細賽績
| 日期       | 舉辦國家 | 馬場 | 距離   | 級別 | 賽事名稱             | 負重 | 騎師     | 馬號 | 出馬 | 名次 | 時間     | 頭馬（二馬）       |
| ---------- | -------- | ---- | ------ | ---- | -------------------- | ---- | -------- | ---- | ---- | ---- | -------- | ------------------ |
| 10/2/2014  | 日本     | 東京 | 草1600 |      | 3歲新馬              | 56   | 貝利     | 4    | 15   | 退賽 | 退賽     | Shingun Joker      |
| 24/2/2014  | 日本     | 東京 | 草1800 |      | 3歲新馬              | 56   | 戶崎圭太 | 1    | 16   | 13   | 1:55.5   | Red Soleil         |
| 6/4/2014   | 日本     | 中山 | 草2000 |      | 3歲未勝利            | 56   | 津村明秀 | 14   | 18   | 2    | 2:03.1   | Red Gluck          |
| 27/4/2014  | 日本     | 東京 | 草2000 |      | 3歲未勝利            | 56   | 戶崎圭太 | 8    | 18   | 1    | 2:03.0   | （Red Legion）     |
| 17/5/2014  | 日本     | 東京 | 草2000 |      | 夏木立賞             | 56   | 戶崎圭太 | 8    | 12   | 1    | 2:00.4   | （Holbox）         |
| 21/2/2015  | 日本     | 東京 | 草2000 |      | 調布特別             | 56   | 戶崎圭太 | 13   | 14   | 4    | 2:00.8   | Festive Yell       |
| 14/3/2015  | 日本     | 中山 | 草2000 |      | 館山特別             | 57   | 戶崎圭太 | 4    | 8    | 4    | 2:01.5   | Lord Effort        |
| 2/8/2015   | 日本     | 札幌 | 草1800 |      | 3歲以上500萬獎金以下 | 57   | 李慕華   | 5    | 11   | 1    | 1:46.5   | （Hiruno Matera）  |
| 5/9/2015   | 日本     | 札幌 | 草2000 |      | 日高特別             | 57   | 李慕華   | 9    | 16   | 1    | 2:02.2   | （Meine Greville） |
| 25/10/2015 | 日本     | 東京 | 草1800 |      | 甲斐路錦標           | 57   | 杜滿樂   | 2    | 11   | 6    | 1:47.7   | Sundarbans         |
| 29/11/2015 | 日本     | 東京 | 草1800 |      | 歡迎錦標             | 57   | 莫雅     | 13   | 13   | 1    | 1:46.4   | （Isabel）         |
| 5/1/2016   | 日本     | 中山 | 草2000 | GIII | 中山金盃             | 55   | 戶崎圭太 | 4    | 13   | 7    | 2:01.7   | 山勝最強           |
| 21/2/2016  | 日本     | 小倉 | 草1800 | GIII | 小倉大賞典           | 55   | 岩田康誠 | 11   | 16   | 3    | 1:46.8   | 艾百碼頭           |
| 17/7/2016  | 日本     | 函館 | 草2000 | GIII | 函館紀念             | 56   | 田泰安   | 12   | 16   | 6    | 1:59.9   | 米蘭               |
| 21/8/2016  | 日本     | 札幌 | 草2000 | GII  | 札幌紀念             | 57   | 李慕華   | 13   | 16   | 1    | 2:01.7   | （滿樂時）         |
| 20/11/2016 | 日本     | 京都 | 草1600 | GI   | 一哩冠軍賽           | 57   | 莫雅     | 15   | 18   | 3    | 1:33.2   | 覓奇島             |
| 11/12/2016 | 香港     | 沙田 | 草1600 | GI   | 香港一哩錦標         | 57   | 莫雅     | 7    | 14   | 9    | 1.34.02  | 美麗大師           |
| 26/2/2017  | 日本     | 中山 | 草1800 | GII  | 中山紀念             | 57   | 杜滿萊   | 1    | 11   | 1    | 1:47.6   | （櫻花帝王）       |
| 30/4/2017  | 香港     | 沙田 | 草2000 | GI   | 女皇盃               | 57   | 莫雷拉   | 5    | 8    | 1    | 2.04.59  | （巴基之星）       |
| 29/10/2017 | 日本     | 東京 | 草2000 | GI   | 秋季天皇賞           | 58   | 薛達祺   | 3    | 18   | 13   | 2:12.0   | 北部玄駒           |
| 10/12/2017 | 香港     | 沙田 | 草2000 | GI   | 香港盃               | 57   | 莫雷拉   | 2    | 12   | 3    | 2.02.23  | 馬克羅斯           |
| 31/3/2018  | 阿聯酋   | 美丹 | 草1800 | GI   | 杜拜草地大賽         | 57   | 莫雷拉   | 2    | 15   | 8    | 記錄缺失 | 拼百圖             |
| 19/8/2018  | 日本     | 札幌 | 草2000 | GII  | 札幌紀念             | 57   | 莫雷拉   | 8    | 16   | 14   | 2:02.9   | 白日彗星           |

## 退役後
退役後，新寫實派成為了配種馬，於澳洲昆士蘭州Oaklands Stud休養，在2019年進行配種，配種費為9900澳元，首批子嗣於2020年出生。首批子嗣可於2022年出賽。
2024年，其被轉移至中華人民共和國並繼續作為配種馬之用，並於3月時抵達河北省滄州市。

##### 在香港服役的子嗣
由2024-2025年度馬季開始，新寫實派已有子嗣在香港服役，包括「至臻完美」（由巫偉傑訓練，馬主為李鋈麟名下的多多勁贏團體）。

## 血統簡介
父系新宇宙爲日本賽駒，生涯戰績優秀，曾於2003年奪得皋月賞及日本打吡冠軍，退役後配種成績亦不俗。祖父週日寧靜是美國三冠賽雙冠馬，退役後在日本配種，在日本馬壇相當成功，贏得多項分級賽事，其子嗣贏得巨額獎金。
母系Tokio Reality爲美國生產的日本賽駒，生涯戰績不佳僅勝出條件戰級別的賽事。外祖父Meadowlake爲美國賽駒，生涯戰績優秀，曾勝出一級賽雅靈頓華盛頓未來錦標。

### 血統表
| 父線：週日寧靜系（Halo系）            |                               |                   |                 |
| 種馬 新宇宙 2000年（棗色）            | 週日寧靜 1986年（棕色）       | Halo              | Hail to Reason  |
| 種馬 新宇宙 2000年（棗色）            | 週日寧靜 1986年（棕色）       | Halo              | Cosmah          |
| 種馬 新宇宙 2000年（棗色）            | 週日寧靜 1986年（棕色）       | Wishing Well      | Understanding   |
| 種馬 新宇宙 2000年（棗色）            | 週日寧靜 1986年（棕色）       | Wishing Well      | Mountain Flower |
| 種馬 新宇宙 2000年（棗色）            | Pointed Path 1984年（栗色）   | 基斯              | Sharpen Up      |
| 種馬 新宇宙 2000年（棗色）            | Pointed Path 1984年（栗色）   | 基斯              | Doubly Sure     |
| 種馬 新宇宙 2000年（棗色）            | Pointed Path 1984年（栗色）   | Silken Way        | Shantung        |
| 種馬 新宇宙 2000年（棗色）            | Pointed Path 1984年（栗色）   | Silken Way        | Boulevard       |
| 繁殖雌馬 Tokio Reality 1994年（栗色） | Meadowlake 1983年（栗色）     | Hold Your Peace   | Speak John      |
| 繁殖雌馬 Tokio Reality 1994年（栗色） | Meadowlake 1983年（栗色）     | Hold Your Peace   | Blue Moon       |
| 繁殖雌馬 Tokio Reality 1994年（栗色） | Meadowlake 1983年（栗色）     | Suspicious Native | Raise a Native  |
| 繁殖雌馬 Tokio Reality 1994年（栗色） | Meadowlake 1983年（栗色）     | Suspicious Native | Be Suspicious   |
| 繁殖雌馬 Tokio Reality 1994年（栗色） | What a Reality 1978年（栗色） | In Reality        | Intentionally   |
| 繁殖雌馬 Tokio Reality 1994年（栗色） | What a Reality 1978年（栗色） | In Reality        | My Dear Girl    |
| 繁殖雌馬 Tokio Reality 1994年（栗色） | What a Reality 1978年（栗色） | What Will be      | Crozier         |
| 繁殖雌馬 Tokio Reality 1994年（栗色） | What a Reality 1978年（栗色） | What Will be      | Solabar         |
| 雌系：號族：3-l                       |                               |                   |                 |
| 五代內近親交配：Nothirdchance 5×5     |                               |                   |                 |

## 命名由來
名字Neorealism（ネオリアリズム）出自政治術語：新現實主義，分別聯想自父系新宇宙及母系Tokio Reality之名字，香港則取其意思，翻譯為「新寫實派」。

## 外部連結
- 新寫實派 netkeiba.com （页面存档备份，存于）
- 血統表 （页面存档备份，存于）